# Panturichthys fowleri
Espèce
Statut de conservation UICN

 DD  : Données insuffisantes
L'anguille à tête courte (Panturichthys fowleri) est une espèce de poissons téléostéens serpentiformes.